# You Know I’m No Good
A You Know I’m No Good Amy Winehouse angol énekesnő-dalszerző dala a Back to Black (2006) című második és egyben utolsó stúdióalbumáról. A You Know I’m No Good a Back to Black második kislemezeként jelent meg 2007. január 5-én. Eredetileg szóló számként vették fel, de a Wu-Tang Clan-tag Ghostface Killah vendégvokáljával újrakeverték. Az eredeti változat Winehouse albumán jelent meg, míg a Ghostface Killah-val készült remix a More Fish című albumon.
Az Arctic Monkeys előadta ezt a dalt Jo Whiley Live Lounge című műsorában a BBC Radio 1-en, a második fellépésük alkalmával, az akkori kislemezdalukkal, a Brianstormmal együtt. 2007 nyarán a You Know I’m No Good című dalt reklámokban és az AMC televíziós csatorna Mad Men – Reklámőrültek című drámájának első évadnyitójában használták, bár a DVD-kiadáskor a jelenlegi főcímdalra cserélték. Az ITV Egy call-girl titkos naplója című sorozatának nyitányaként is használták. Az Entertainment Weekly magazin 2007 legjobb dalait összefoglaló listáján a dal a második helyen szerepelt.

## Videóklip
A videoklipet Phil Griffin rendezte (aki az előző dalához, a Rehabhez is rendezett videóklipet), és 2006 november végén került a zenecsatornák képernyőire. A videóban Winehouse számos helyszínen látható, többek között egy bárban, egy hálószobában és egy fürdőkádban. A cselekmény Winehouse kitalált karakterének és a videóban szereplő férfi szereplőnek a kapcsolata köré épül. A videót Adam Frisch operatőr forgatta, a díszleteket pedig a kelet-londoni 3 Mills Studiosban építették fel.
A videót a 2007. március 3-i hétvégén mutatták be a VH1-on. A VH1 premierjét követően 2007. március 5-től az MTV Big 10 rotációs listájára került, és ugyanazon a napon mutatták be a TRL-en. A dal az AMC saját gyártású sorozatának, a Mad Men – Reklámőrültek egyik előzetesében is hallható volt.

## Kiadás
A kislemez 2007. január 8-án jelent meg az Egyesült Királyságban. A szám bekerült a BBC Radio 1 A-listás lejátszási listájára. A Ghostface Killah közreműködésével készült remix brit változata szintén eljutott a rádiókhoz és a letöltőszolgáltatókhoz, és az eredeti, teljes hosszúságú amerikai változat, amelyben Ghostface Killah többek között Kelly Clarksont is megnevezi, szintén kapott sugárzást az Egyesült Államokban, ahol számos R&B rádióállomáshoz került.
Miután Winehouse sikert aratott az 50. Grammy-díjátadón, a dalt 2008 február közepén újra kiadták az Egyesült Államokban.
A Winehouse életéről és haláláról szóló dokumentumfilm, az Amy – Az Amy Winehouse-sztori (2015) tartalmaz egy felvételt, melyen Winehouse 2007-ben előadja a dalt a 45th at Night során.

## Fogadtatás
A kritikusok pozitívan fogadták a kislemezt. A 2007. január 16-i héten a számot a hét kislemezének választották az amerikai iTunes Store-ban ingyenes letöltésként. A Newsweek ugyanebben az évben január 15-én a dalt a „Hét választásának” választotta. A Billboard úgy találta, hogy a szám – „eredeti formájában – nem lehetett volna jobb”; ugyanakkor elismerte, hogy a Ghostface Killah remix egy „kegyetlen diszharmonikus pergést adott hozzá a középső részhez”. A People magazin „azonnal emlékezetesnek” nevezte a számot. Ezt megelőzően Winehouse nem aratott sikert az Egyesült Államokban, hiszen Frank című debütáló albuma csak 2007 novemberében jelent meg. A Billboard Hot 100-as listán a You Know I’m No Good a 91. helyen debütált, megelőzve a Rehabot, amely szintén ugyanazon a héten debütált a listán. A kislemez a brit kislemezlistán a 18. helyen végzett a 2007. január 14-én véget ért héten, egy Winehouse számára kiváló héten, amelyen a Back to Black albuma új brit csúcsot ért el az első helyen, a korábbi kislemez, a Rehab visszatért a brit top 20-ba, a Frank pedig több mint három évvel az első megjelenése után a 62. helyen lépett vissza a brit listára. Eddig a kislemezből, amely összesen 11 egymást követő hetet töltött a brit kislemezlistán, 53 272 példányt adtak el az Egyesült Királyságban.
Winehouse a Rehab című slágerével együtt élő kapcsolással előadta a dalt az 50. Grammy-díjátadón, miközben Londonban tartózkodott. Az előadást nemzetközileg műholdon keresztül közvetítették. A dal előadását követően a díjátadón a digitális letöltések növekedni kezdtek, különösen az iTunes-on, ahol a dal az 55. helyen került vissza a Top Songs listára az Egyesült Államokban. Ez azt eredményezte, hogy a dal új csúcsot ért el a Billboard Hot 100-as listán, a 77. helyet, egy hellyel megelőzve a korábbi csúcsát. Az Arctic Monkeys a 2007-es turnéjukon előadta a dal feldolgozását.
A Back to Black újrakiadásán helyet kapott Ghostface Killah remixe, melyben Ghostface egy verzéje szerepel, egy második remix pedig, melyben több Ghostface-szöveg is szerepel, a More Fish című albumán jelent meg.
Roger Moore angol színész tréfásan azt mondta, fogalma sincs, miért választotta Winehouse őt a dalszövegbe, hacsak nem akart egy olyan szót, amely rímel a „door” szóra, vagy nem talál olyan szót, amely rímel a „Connery” szóra.
Winehouse halála után a dal újra felkerült a brit kislemezlistára a 37. helyre.

## A kislemez dalai
- UK CD 1

1. You Know I’m No Good (radio edit) – 3:36
2. To Know Him Is to Love Him (NapsterLive Session)

- UK CD 2

1. You Know I’m No Good – 4:16
2. Monkey Man
3. You Know I’m No Good (Skeewiff Mix)

- European CD single

1. You Know I’m No Good – 4:16
2. You Know I’m No Good (radio edit) – 3:36
3. You Know I’m No Good (featuring Ghostface Killah)
4. You Know I’m No Good (Skeewiff Mix)

- German 12-inch promotional single

A1. You Know I’m No Good (Skeewiff Mix)
A2. You Know I’m No Good – 4:16
A3. You Know I’m No Good (Instrumental) – 4:16
B1. You Know I’m No Good (Ghostface Killah Version)
B2. You Know I’m No Good (Fettes Brot Remix)
B3. You Know I’m No Good (A Cappella)
- US 12-inch single (Universal Republic B0008491-11)

A1. You Know I’m No Good – (radio edit) – 3:36
A2. You Know I’m No Good (featuring Ghostface Killah) – 3:22
B1. Rehab – 3:32
B2. Rehab (Hot Chip Remix) – 6:58
- Digitális letöltés – Remixes & B-Sides EP (2015)[10]

1. You Know I’m No Good (featuring Ghostface Killah) (Ghostface UK Version) – 3:23
2. You Know I’m No Good (Skeewiff Mix) – 5:45
3. You Know I’m No Good – 4:16
4. You Know I’m No Good (Vodafone Live at TBA) – 4:21
5. You Know I’m No Good (Fettes Brot Remix) – 3:52

## Helyezések
| Lista (2007–08)                                | Legjobb helyezés |
| ---------------------------------------------- | ---------------- |
| Ausztria (Ö3 Austria Top 40)                   | 50               |
| Belgium (Ultratip Flanders)                    | 2                |
| Belgium (Ultratip Wallonia)                    | 19               |
| Kanada (Canadian Hot 100)                      | 54               |
| Dánia (Tracklisten Top 40)                     | 23               |
| Európa (European Hot 100 Singles)              | 47               |
| Franciaország (Single Top 100)                 | 17               |
| Németország (Media Control Charts)             | 77               |
| Írország (IRMA)                                | 39               |
| Hollandia (Tipparade)                          | 2                |
| Hollandia (Single Top 100)                     | 40               |
| Norvégia (VG-lista) Featuring Ghostface Killah | 12               |
| Románia (Romanian Top 100)                     | 39               |
| Skócia (Scottish Singles Top 40)               | 24               |
| Szlovákia (Rádio Top 100)                      | 29               |
| Svájc (Schweizer Hitparade)                    | 7                |
| Egyesült Királyság (UK Singles Chart)          | 18               |
| Egyesült Királyság (UK R&B Chart)              | 1                |
| US Billboard Hot 100                           | 77               |
| US Adult Alternative Songs (Billboard)         | 2                |
| US Hot R&B/Hip-Hop Songs (Billboard)           | 87               |

| Lista (2011)                          | Legjobb helyezés |
| ------------------------------------- | ---------------- |
| Ausztrália (ARIA)                     | 89               |
| Franciaország (Single Top 100)        | 34               |
| Németország (Media Control Charts)    | 71               |
| Hollandia (Single Top 100)            | 27               |
| Skócia (Scottish Singles Top 40)      | 45               |
| Spanyolország (PROMUSICAE)            | 48               |
| Svájc (Schweizer Hitparade)           | 24               |
| Egyesült Királyság (UK Singles Chart) | 37               |
| Egyesült Királyság (UK R&B Chart)     | 17               |

| Lista (2007)                                 | Helyezés |
| -------------------------------------------- | -------- |
| Egyesült Királyság (Official Charts Company) | 107      |

| Lista (2008)                | Helyezés |
| --------------------------- | -------- |
| Svájc (Schweizer Hitparade) | 53       |

## Minősítések és eladási adatok
| Régió | Minősítés | Eladott példányszám |
| --- | --------- | ------------------- |
| Dánia (IFPI Denmark) | arany     | 4 000^              |
| Németország (BVMI) | arany     | 150 000‡            |
| Olaszország (FIMI) | arany     | 25 000‡             |
| Svájc(IFPI Switzerland) | platina   | 30 000^             |
| Egyesült Királyság (BPI) | platina   | 600 000‡            |
| Egyesült Államok (RIAA) |           | 729,000             |
| ^ Kiszállítási példányszámok kizárólag a minősítés alapján. ‡ Eladási+streaming példányszámok kizárólag a minősítés alapján. |           |                     |

## Fordítás
Ez a szócikk részben vagy egészben  a   You Know I'm No Good című angol Wikipédia-szócikk fordításán alapul.  Az eredeti cikk szerkesztőit annak laptörténete sorolja fel. Ez a jelzés csupán a megfogalmazás eredetét és a szerzői jogokat jelzi, nem szolgál a cikkben szereplő információk forrásmegjelöléseként.